# Yang Wei
Yang Wei (chino simplificado: 杨威, pinyin: Yáng Wēi; Xiantao, 8 de febrero de 1980) es un gimnasta artístico chino, miembro del equipo nacional chino.

## Biografía
Wei comenzó a salir con la gimnasta china Yang Yun. En junio de 2006 la pareja se comprometió y finalmente se casaron el 6 de noviembre de 2008. En noviembre del 2009 tuvieron su primer hijo, Yang Wenchang (杨文昌) y a sus gemelas en el 2017.

## Carrera
Yang Wei comenzó a competir internacionalmente en 1997, en las Olimpíadas de Sídney 2000 conquistó su primer oro por equipos y una plata en ejercicio completo individual.
En las siguientes Olimpíadas ni Wei ni el equipo chino logró alcanzar los puestos obtenidos en Sídney quedando séptimo y quinto respectivamente, debido a un fallo de Wei en barra fija.
Wei tuvo un regreso a las competiciones internacionales brillante,i obteniendo en Aarhus tres medallas de oro; en barra fija, en completo individual, y por equipos, estas dos últimas medallas revalidadas en Stuttgart 2007.
En los Juegos Asiáticos de 2006 Wei ganó cuatro oros, en anillas, paralelas, completo individual y por equipos.
En las olimpiadas de Pekín Wei volvió a obtener en completo individual el oro, al igual que el equipo Chino, consiguiendo el primer doblete chino en gimnasia de la historia olímpica china, además se hizo con la plata en anillas. En el ejercicio completo individual Wei ganó con soltura debido a los fallos de los demás favoritos. En la final por equipos China quedó por delante de Japón y Estados Unidos.
Yang Wei es conocido por el alto grado de dificultad que elige en cada una de las seis rutinas de gimnasia.

## Filmografía

### Programas de variedades
| Año        | Título     | Notas                  |
| ---------- | ---------- | ---------------------- |
| 2015, 2016 | Happy Camp | 5 episodios - invitado |